# John Turnbull
John Turnbull (Dunbar, 5 de novembro de 1880 – Londres, 23 de fevereiro de 1956) foi um ator de cinema britânico nascido na Escócia.

## Filmografia selecionada
- The Amazing Quest of Mr. Ernest Bliss (1920)
- The Wickham Mystery (1931)
- Rodney Steps In (1931)
- Keepers of Youth (1931)
- The Midshipmaid (1932)
- The Medicine Man (1933)
- The Man Outside (1933)
- The Iron Stair (1933)
- Matinee Idol (1933)
- The Private Life of Henry VIII (1933)